# پردیس سینمایی لاله پارک
پردیس سینمایی لاله پارک یک پردیس سینمایی در شهر تبریز، ایران است.
این سینما که متعلق به بخش خصوصی می‌باشد در سال ۱۳۹۸ با چهار سالن افتتاح شده‌است.